# Paratanytarsus kribiensis
Paratanytarsus kribiensis är en tvåvingeart som först beskrevs av Jean-Jacques Kieffer 1923.  Paratanytarsus kribiensis ingår i släktet Paratanytarsus och familjen fjädermyggor. Inga underarter finns listade i Catalogue of Life.